# 馬鹿川

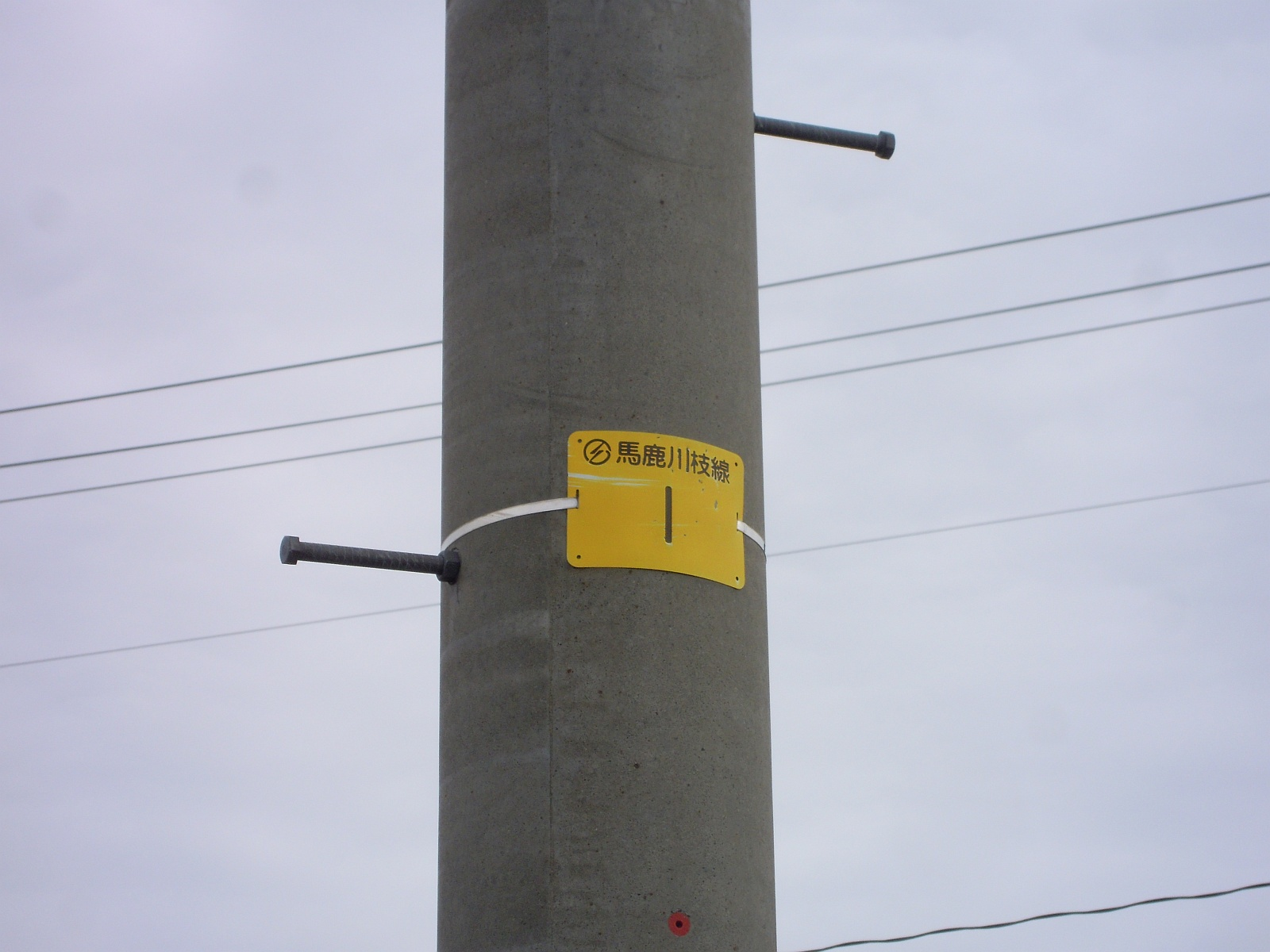
馬鹿川沿いを通る東北電力馬鹿川枝線の電柱の銘板

馬鹿川（ばかがわ）は、青森県北津軽郡中泊町田茂木地区を流れる川。岩木川がつくる分流のひとつ。十三湖南岸の三角州地帯を流れる。
勾配が1万分の1と云われ、水の流れが停滞している緩流河川である。冬の西風による日本海の高波で汽水湖である十三湖の水位が上昇し、そのため下流から上流へと逆流することがある。
もともとは水害防止のための放水路として、岩木川の分流である久兵衛川を開削して作られ、1858年（安永3年）に通水した。だが治水目的で開削されたにもかかわらず、この川には放流効果がなく、そのため馬鹿川と呼ばれるようになった。その後1880年（明治13年）に発生した水害を契機に、主流である岩木川に流量を集中させる計画が練られ、1928年（昭和3年）には締切が完了した。

## 脚註
1. ↑  佐々木 清治「三角洲新田」『人文地理』第5巻第5号、人文地理学会、1953年、323-341,402、doi:10.4200/jjhg1948.5.323、JOI:JST.Journalarchive/jjhg1948/5.323。
2. 1 2 3  岩屋 隆夫「三角州地帯における分派川と放水路に関する研究」『土木史研究』第17巻、土木学会、1997年、123-134頁、doi:10.2208/journalhs1990.17.123、JOI:JST.Journalarchive/journalhs1990/17.123。

座標: 北緯41度0分53.4秒 東経140度24分0.5秒 / 北緯41.014833度 東経140.400139度